# علم التسويق
علم التسويق هو المجال الذي يشرح التسويق – فهم احتياجات العملاء، وتطوير الطرق التي يمكن استخدامها في تلبية هذه الاحتياجات – ويكون ذلك في الغالب من خلال طرق العلم، وليس من خلال الأدوات والتقنيات الشائعة مع البحث في الفنون أو في العلوم الإنسانية.
يرتبط مجال علم التسويق، في السعي وراء «الحقائق» في مجال التسويق بأبحاث التسويق التي تكون موجهة نحو منتج معين، خدمة أو حملة معينة ولكنه أعم منها.
قبل التعرف على علم التسويق رسميًا، بدأ النشاط على أنه علم الإدارة في التسويق  يعود التفاعل بين الأكاديميين والممارسين في مجال علم التسويق إلى ما قبل عام 1961، مع تأسيس معهد علوم التسويق. ونما الاهتمام بعلم التسويق كمجالٍ في أواخر الثمانينيات وبداية التسعينيات مع صعود بيانات نقطة البيع الإلكترونية، مثل قارئ الباركود مما أدى إلى ثورة المعلومات التسويقية.
أما المؤتمرات السابقة التي عقدت ضمن عنوان «علم التسويق» فقد عُقدت أربعة اجتماعات عل هيئة مؤتمرات «قياس وتحليل السوق» في الفترة من عام 1979 إلى 1982، برعاية معهد العلوم الإدارية وجمعية بحوث العمليات الأمريكية. واستضافت كلية الإدارة في جامعة كاليفورنيا، لوس أنجلوس في عام 1983أول مؤتمر علم تسويق رسمي.
ويمكن الاطلاع على أعضاء المجتمع العلمي للتسويق المشاركين في إخطار جمعية علوم التسويق.